# سپاه مهمات نیروی زمینی ایالات متحده آمریکا
سپاه مهمات نیروی زمینی ایالات متحده آمریکا (انگلیسی: United States Army Ordnance Corps) یک شاخه پشتیبانی نیروی زمینی ایالات متحده آمریکا است که مقر آن در فورت لی، ویرجینیا قرار دارد. ماموریت کلی سپاه مهمات، تأمین سلاح و مهمات برای واحدهای رزمی نیروی زمینی، از جمله گاهی اوقات، تدارکات و نگهداری آنها است. این واحد به همراه سپاه تدارکات و سپاه حمل و نقل، بخش مهمی از سیستم لجستیک نیروی زمینی ایالات متحده را تشکیل می‌دهد.
سپاه مهمات در سال ۱۸۱۲ تأسیس شد. ماموریت سپاه مهمات نیروی زمینی ایالات متحده، پشتیبانی از توسعه، تولید، دستیابی و نگهداری سیستم‌های تسلیحاتی، مهمات، موشک‌ها، الکترونیک و تجهیزات تحرک زمینی در طول صلح و جنگ برای تأمین قدرت رزمی ارتش ایالات متحده است. افسر مسئول این شاخه برای اهداف دکترین، آموزش و توسعه حرفه‌ای، فرمانده سپاه مهمات است.